# Lubiatowo Wschodnie
Lubiatowo Wschodnie – jezioro polodowcowe o powierzchni 26,5 ha na Równinie Białogardzkiej w województwie zachodniopomorskim, w powiecie koszalińskim, w gminie Manowo.
Od południowo-wschodniego brzegu do jeziora uchodzi Wyszewka. Przy północno-zachodniej części jeziora istnieje połączenie z Lubiatowem Północnym.
Lubiatowo Wschodnie jest jeziorem morenowym, zbiornik przepływowy, eutroficzny, szybko zarastający. Prawie całe dno jeziora pokryte jest mułem o znacznej miąższości.
Lubiatowo Wschodnie jest częścią dawniej większego jeziora, które podzieliło się na 3 zbiorniki wodne poprzez roślinność wynurzoną i obszary bagienne. Są to Lubiatowo Północne (176,0 ha), Lubiatowo Południowe (62,6 ha) i Lubiatowo Wschodnie (26,5 ha).
Około 0,4 km na północ od jeziora leży część miasta Koszalina – Lubiatowo.
W 2001 r. w wyniku oceny jakości wód zakwalifikowane zespół jezior Lubiatowo do III klasy czystości i wykazano dużą podatność na degradację biologiczną (poza kategorią).
Wszystkie 3 jeziora od 1956 roku są objęte są rezerwatem przyrody Jezioro Lubiatowskie w celu ochrony miejsc lęgowych ptactwa wodno-błotnego.
W 1949 roku wprowadzono urzędowo rozporządzeniem nazwę Lubiatowo, zastępując poprzednią niemiecką nazwę Lüptow See. W 2006 r. Komisja Nazw Miejscowości i Obiektów Fizjograficznych przedstawiła 3 nazwy: Lubiatowo Północne, Lubiatowo Południowe, Lubiatowo Wschodnie.